# We Come in Pieces
Albums de Placebo
Battle for the Sun
(2009) Loud Like Love
(2013)
We Come in Pieces est la seconde vidéo live du groupe de rock alternatif Placebo après Soulmates Never Die: Live in Paris 2003. Il est paru le 31 octobre 2011 en Blu-ray, DVD et DVD Deluxe Edition.
Il a été enregistré le 28 septembre 2010 à la Brixton Academy de Londres à l'occasion du concert de clôture de la tournée de l'album Battle for the Sun. Le titre We Come In Pieces fait référence au slogan We come in peace souvent mis en avant par le groupe lors de la tournée, et aux paroles du titre Kings of Medicine.

## Liste des titres
1. Nancy Boy
2. Ashtray Heart
3. Battle For The Sun
4. Soulmates
5. Kitty Litter
6. Every You Every Me
7. Special Needs
8. Breathe Underwater
9. The Never-Ending Why
10. Bright Lights
11. Meds
12. Teenage Angst
13. All Apologies (Reprise de Nirvana)
14. For What It's Worth
15. Song To Say Goodbye
16. The Bitter End
17. Trigger Happy Hands
18. Post Blue
19. Infra-Red
20. Taste In Men

## Extras (Blu-ray et DVD Deluxe Edition)
- Coming Up For Air : Documentaire réalisé par Charlie Targett-Adams portant sur le quotidien du groupe lors de la tournée mondiale de l'album Battle For The Sun.
- Le court-métrage "Trigger Happy Hands" d'Andreas Nilsson.
- Performances live de 6 titres à travers le monde :

1. Kitty Litter (Suisse, 2009)
2. Speak in Tongues (Mexique, 2009)
3. For What It's Worth (Japon, 2009)
4. Breathe Underwater (Allemagne, 2010)
5. Bright Lights (Suisse, 2010)
6. Trigger Happy Hands (Belgique, 2010)